# Friedrich Schötschel

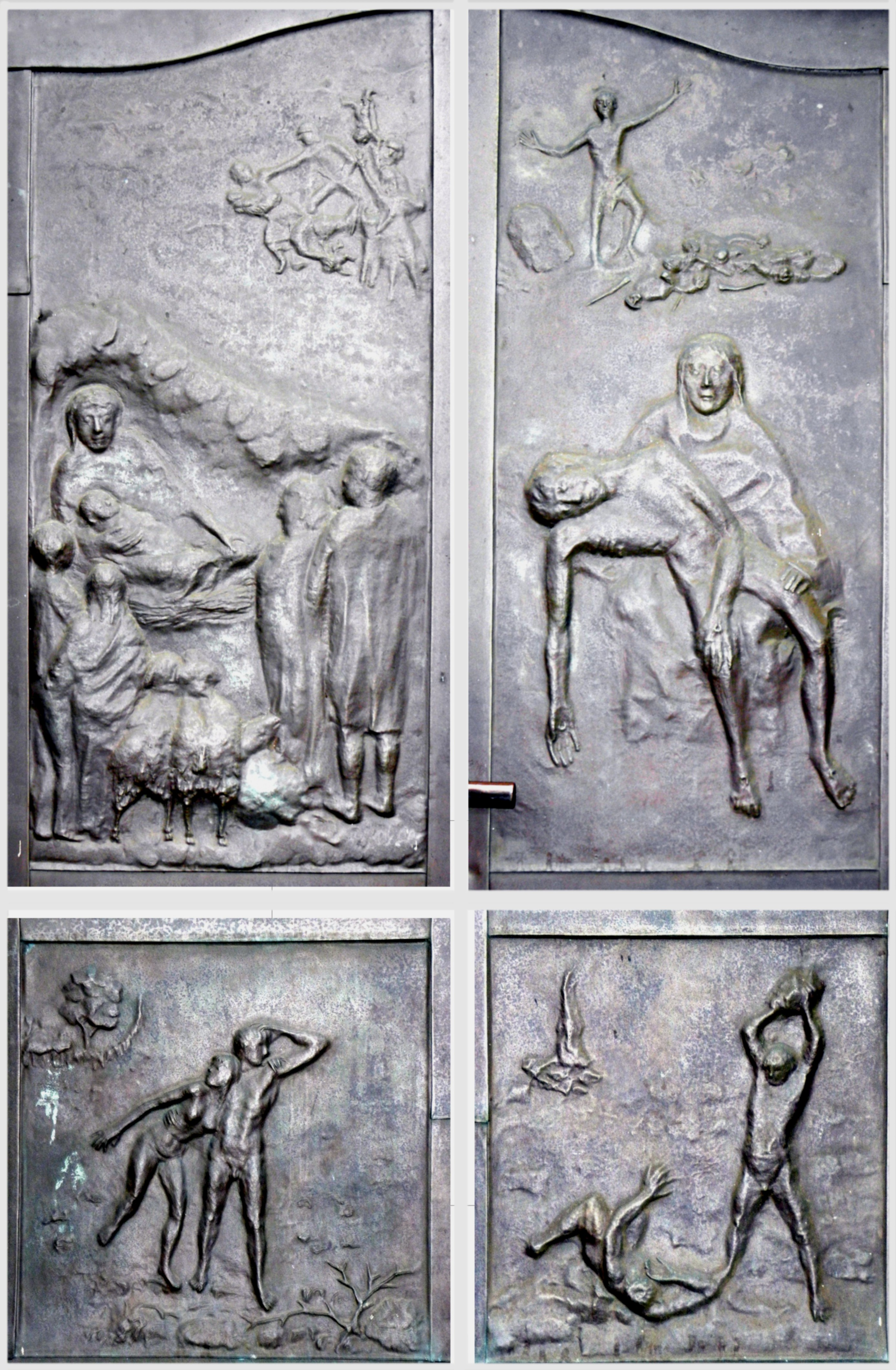
Vierteiliges Relief am Portal der katholischen St.-Marien-Kirche in Biesenthal

Friedrich Schötschel (* 16. Juli 1926 in Halle (Saale); † 13. Oktober 2024 in Lobetal) war ein deutscher Bildhauer und Maler. Sein Schwerpunkt war die Ausstattung von Kirchengebäuden.

## Leben und Wirken

### Schule, Krieg und Gefangenschaft
Schon vor dem Schulabschluss wurde Friedrich Schötschel mit 16 Jahren als Luftwaffenhelfer zur Wehrmacht einberufen. Er war hauptsächlich in der Fernsprechabteilung tätig. Dann kam er auch bei der Flak und im Scheinwerferdienst zum Einsatz. Später wurde Schötschel als Gefreiter zur Westfront abkommandiert und zur Infanterie versetzt. Im Februar 1945 geriet er in amerikanische Gefangenschaft, wurde jedoch mit zahlreichen anderen Kriegsgefangenen den französischen Truppen übergeben. So gelangte Schötschel nach Frankreich und dort mehrfach in andere Lager. Er musste unter anderem im Steinbruch und in einer Eisengießerei arbeiten. Auch als Gärtner in Beynost, in einer Außenstelle des Klosters de Marie Auxiliatrice. In einem der Lager fand ein Kunstwettbewerb statt, an dem sich Friedrich Schötschel mit einer in einen Pflasterstein gearbeiteten Figur beteiligte. Er hat die Figur mit einer Stahlnadel geritzt und gewann damit den ersten Preis. Mitgefangene Künstler, darunter ein Bildhauer und ein Herrgottschnitzer, ließen Schötschel nach der Anfertigung eines Probestückes bald aktiv mitarbeiten. Sie gaben ihm darüber hinaus wertvolle Hinweise für weitere eigene Arbeiten und vertieften damit sein Kunstinteresse.

### Kunstausbildung und Tätigkeit nach Studienabschluss
Im Jahr 1948 wurde Schötschel aus der Gefangenschaft entlassen und ging in seine Geburtsstadt Halle zurück. Die Erfahrung im Lager hatte in ihm den Wunsch, bildender Künstler zu werden, wach gerufen. Er begann im Herbst 1948 ein Studium der Bildhauerei an der Kunsthochschule Burg Giebichenstein und wurde Schüler bei Gustav Weidanz. Für seine Arbeiten begann er die verschiedensten Materialien zu nutzen.
1952/53 bekam Friedrich Schötschel Gelegenheit, zusammen mit anderen Künstlern am Wiederaufbau der Staatsoper Berlin mitzuarbeiten. Er erinnert sich noch besonders an eine weibliche Figur über dem Bühnenhaus sowie an Studien im Schloss Sanssouci und am Neuen Palais in Potsdam. Friedrich Schötschel wurde freischaffender Künstler und hat sich frühzeitig aufgrund seiner christlichen Gesinnung der Kirchenkunst zugewandt. Er entwarf und fertigte zahlreiche Ausstattungsgegenstände für Kirchengebäude wie Altäre, Taufsteine, Marienfiguren, Tabernakel, Kirchentüren, Gestühl, Kirchenfenster. Auch der Bischofsstab und das Bischofskreuz für Rudolf Müller in Görlitz stammen aus seiner Werkstatt (1987). Die künstlerischen Arbeiten von Schötschel verwenden alle gängigen Materialien wie Stein, Stahl und Eisen, Kupfer, Bronze, Silber, Emaille, Schmucksteine. Nicht alles fertigte er selbst, das erfolgte dann durch Steinmetze oder in Zusammenarbeit mit einem Kunstschlosser. Seine Werke, die sich in rund 60 Städten der ehemaligen DDR befinden, hat er größtenteils selbst dokumentiert. Friedrich Schötschel beendete sein Schaffen erst mit über 80 Jahren.

### Persönliches
Schötschel war verheiratet mit Margit, geborene Gabriel, Tochter eines Berliner Architekten. Margit Schötschel war ebenfalls ausgebildete Bildhauerin. Die Familie lebte und arbeitete seit 1964 in Biesenthal bei Bernau. Sie hatte zwei Söhne, von denen einer eine Restauratorenwerkstatt im Ort mitbegründete und betrieb. Friedrich Schötschel war ab 1960 bis zur Wende Mitglied im Verband Bildender Künstler der DDR. Er war noch Mitglied im Förderkreis Bildende Kunst e. V. Galerie Bernau.
Schötschel starb am 13. Oktober 2024 im Alter von 98 Jahren.

## Werke (Auswahl)
- 1968; Bernauer Herz-Jesu-Kirche:

Tabernakelverkleidung zum Thema Abendmahl Jesu, Abdeckung für den Taufstein, Legile Der zweifelnde Thomas. Material Kupfer mit Emaille
- 1968; Kirche St. Nicolai und St. Jacobi (Schottenkirche) in Erfurt:

Altarrelief mit einer Huldigungsszene; eine Tabernakelstele aus Stein, das Tabernakel in Silber mit Bergkristallen besetzt; Gestaltung des Türinnenblattes; ein Kreuz mit Silber und Emaille; ein Ambo mit der Darstellung einer Taube als Symbol für den Heiligen Geist
- 1969 bis 1986 in mehreren Etappen; katholische Kirche St. Marien in Biesenthal:

Altartisch, Vortragekreuz und das Kirchenportal mit den Teilen Geburt Jesu, Kreuzabnahme, Vertreibung aus dem Paradies, Kain erschlägt Abel (siehe Einleitungsbild). Auf der Innenseite des Portals sind Verse von Gertrud von le Fort und Rainer Maria Rilke auf Kupfer eingearbeitet.
- nach 1971; katholische Christuskirche in Rostock:

Altar; Ambo; Taufstein; Tabernakelstele aus Stein, das Tabernakel in Silber und mit Bergkristallen besetzt
- 1976; Brunnen mit Metallplastik:

ein Auftragswerk der Berliner Kommission für die Errichtung von Neubauvierteln.
Der Springbrunnen wurde vor dem gesellschaftlichen Zentrum im Neubauviertel von Lichtenberg-Nord (heute Ortsteil Fennpfuhl) aufgestellt. Er plätscherte bis um das Jahr 2005, dann wurde das Wasser abgestellt und um 2010 ließ das Bezirksamt die Metallskulptur abbauen, sie wurde eingelagert. Das noch vorhandene Kunststeinbecken wurde Ende 2011 als Hochbeet vollkommen umgestaltet.
- 1976/78; katholische Kirche St. Martin in Lankow:

Relief für das Kirchenportal Berufung der Apostel in Kupfertreibarbeit mit einem Ausspruch des Bischofs Nils Stensen; Tabernakel mit Bronzereliefs Die Jünger von Emmaus und Christus; Altar (durchbrochener Beton), Altarkreuz aus Kupfer mit Silber überschmolzen und mit Bergkristallen besetzt; den Orgelprospekt
- 1984; Kirche St. Peter und Paul in Eberswalde:

Altar; Tabernakelstele; Ambo und sechs Altarstehleuchter sowie die in Kupfer getriebene Kirchentür mit der Leugnung des Petrus (linke Seite) und Die Blendung Paulus vor Damaskus (rechte Seite). In den 1990er Jahren wurde die Kirche im größeren Stil auf ihr ursprüngliches Aussehen zurückgebaut. Die angegebenen Kunstwerke schmücken weiterhin den Kirchenraum.
- 1989; Mann mit Ziege:

ein Auftragswerk für die Stadtverwaltung Bernau;
aufgestellt im Goethepark Bernau, Bronze, 2,40 Meter hoch.
Schötschel brachte mit dieser Skulptur die über Jahrhunderte entstandene enge aber auch sehr problematische Mensch–Tier-Beziehung zum Ausdruck. Das schwere Tier stützt sich an den Beinen des Mannes und versucht über seiner Schulter das Gleichgewicht zu halten, weil es auf den Menschen angewiesen ist. Der Mann wendet sich dabei vom Tier ab und drückt damit seinen Konflikt (ambivalent) für „erst pflegen – dann essen“ aus. Bei der Auftragserteilung hatten die Stadtoberen eher eine zeitgenössische Darstellung wie einen Bauern oder einen Bahnarbeiter mit Ziege gewünscht. Später stellten manche Betrachter eine gedankliche Verbindung zu dem Couplet „Zickenschulze aus Bernau“ her, was jedoch ausdrücklich nicht die Intention des Künstlers war.
- 1995 eingeweihtes Mahnmal zum Gedenken an die über 600 Menschen, die zwischen 1945 und 1947 im Ort Lobetal an Unterernährung und Krankheit starben, auf dem Friedhof von Lobetal:

Das Gedenkelement ist ein aufrecht stehendes Betonsegment, in dem ein Bronzeherz zwischen Gitterstäben aufgehängt und von beiden Seiten sichtbar eingefügt wurde. Das Herz erzeugt mittels einer eingebauten Elektronik Töne ähnlich dem Herzschlag eines Menschen. Durch die Betonplatte zieht sich ein senkrechter Riss, der die „verlorene Heimat“ oder „zerstörte Menschen“ symbolisiert. Der Bildhauer selbst erläutert die Gestaltung so: Das Mahnmal „...soll an Ruinen erinnern, die das Bild in den Städten und Dörfern prägten. Gemeint sind damit neben den baulichen auch die vielen menschlichen Ruinen, die zerstörten Schicksale und Hoffnungen.“ Der Herzschlag bringt dagegen das Prinzip „Hoffnung“ zum Ausdruck. Im Sockelteil wurde die folgende Inschrift angebracht:
00„1945–1947. Massengrab für mehr als 600 Flüchtlinge und Bewohner – Opfer der Folgen nationalsozialistischer Gewaltherrschaft.
00 Unbekannt und doch bekannt. 2 kor 69“.
- 1997; Pfarrei Heiligstes Herz Jesu in Eisenhüttenstadt, Ruhland, Klettwitz und Schwarzheide[18]

Eisenhüttenstadt: Tabernakel Kupfer und Emaille; Marienfigur in Holz; Taufsteinbassin innen mit der Darstellung Taufe Christi; Altar, Ambo und Tabernakelstele aus Stein
Kirche Klettwitz: Apokalyptisches Lamm außen über dem Eingangsportal, Prozessionskreuz
Schwarzheide: Marienfigur in Holz, Altar
Ruhland: Fenster und Tabernakel zum Thema Die Bergpredigt
- 1998; Deserteurdenkmal[20]

an der Bernauer Stadtmauer, Mühlenstraße
- 2002; katholische Kirche Zu den heiligen Schutzengeln in Hennigsdorf:

Taufstein aus Beton mit plastisch symbolischer Taube auf dem Kupferdeckel; Altar, Tabernakelstele und Ambo in Stahl mit Bronzestrukturen; Entwurf für Fenster
- zahlreiche Aquarelle mit den Landschaften der Mark Brandenburg.

Schötschel wich bei manchen Arbeiten auf Kupfer-Treibarbeiten aus, weil die Beschaffung von Gussmaterial für Bronzewerke in der DDR problematisch war.

## Galerie

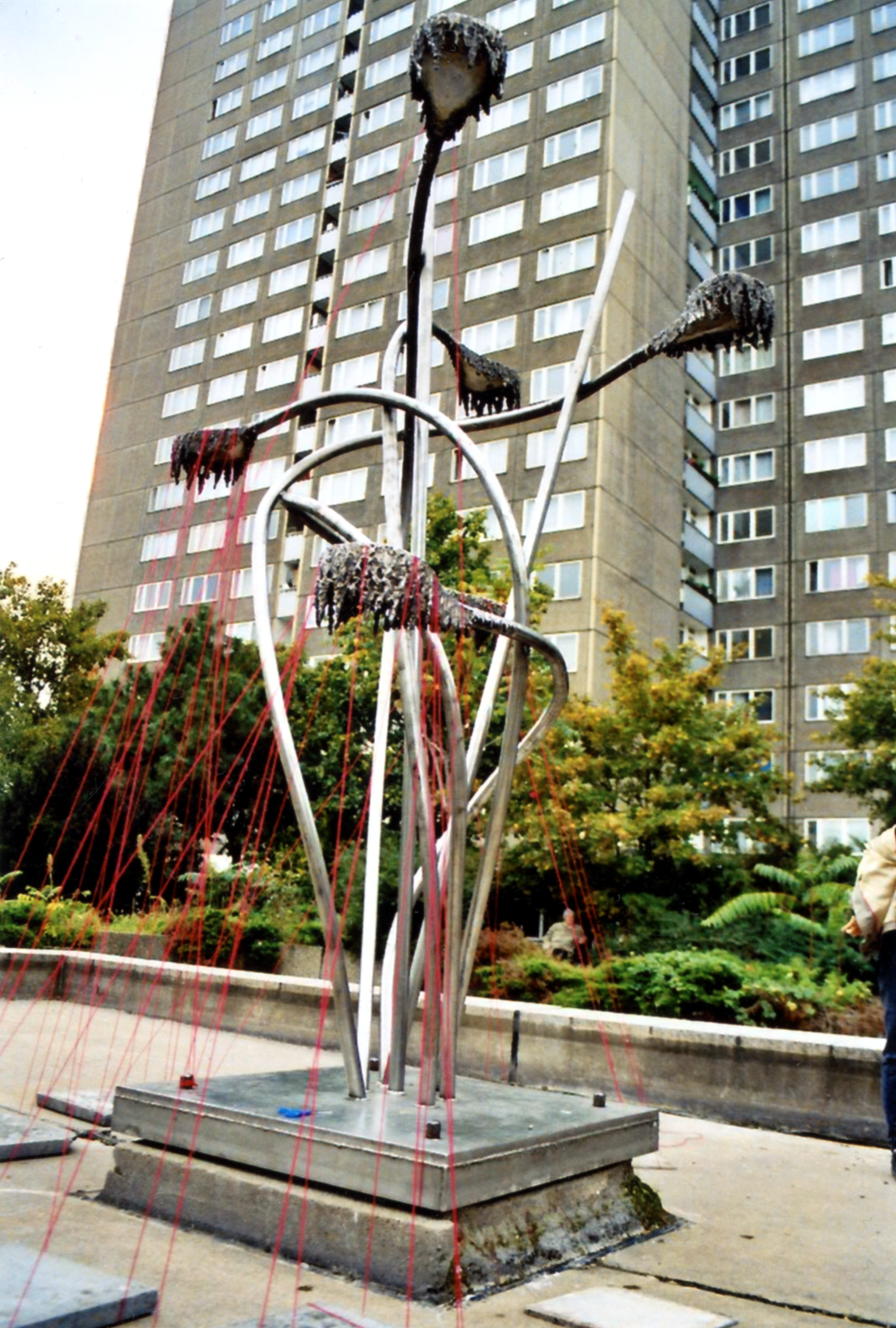
Schmuckbrunnen am Roederplatz; die roten Streifen sind eine Kunstinstallation nach der Wende anstelle des abgestellten Wassers
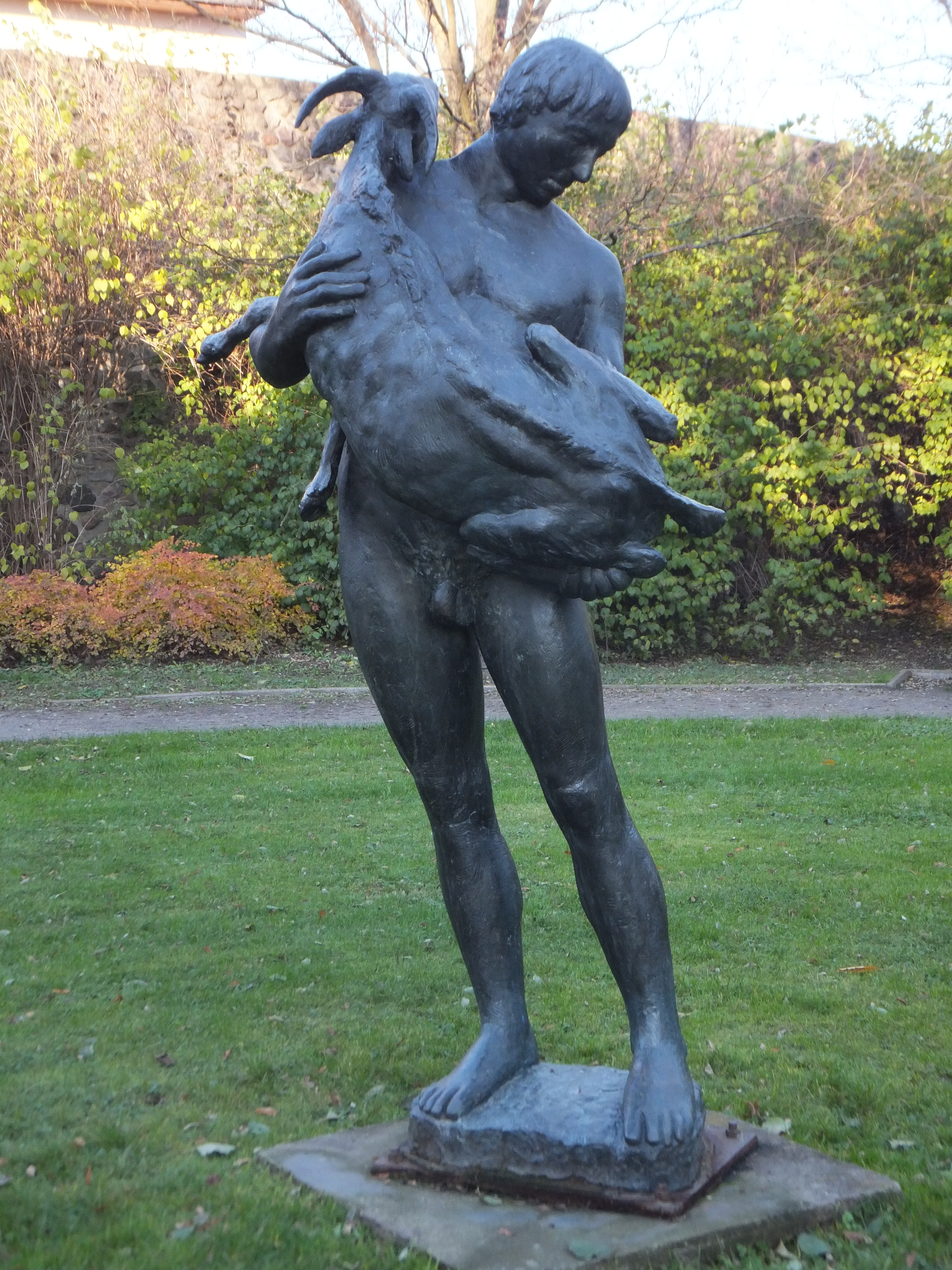
Mann mit Ziege
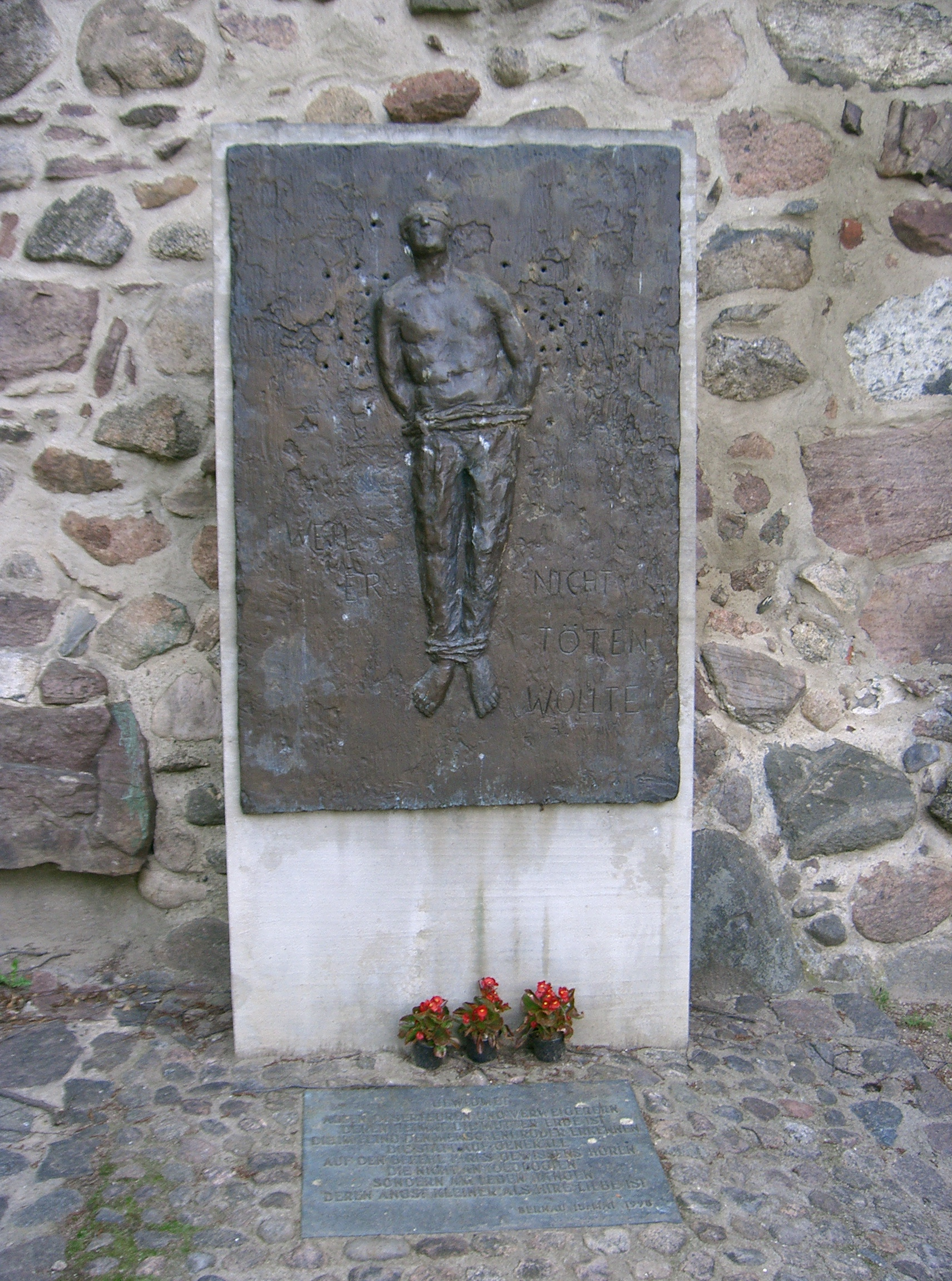
Deserteurdenkmal, Bernau
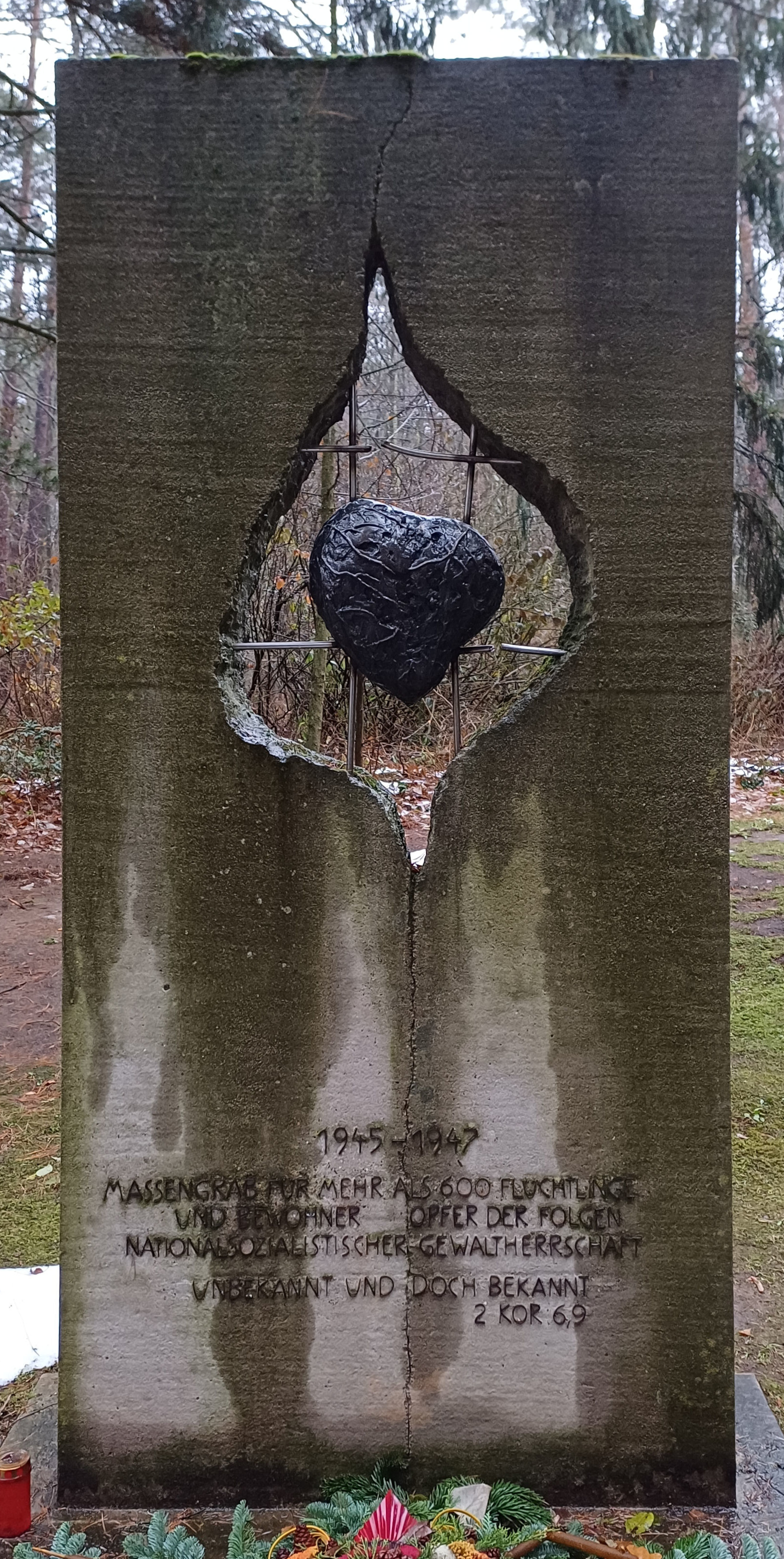
Schlagendes Herz auf dem Friedhof Lobetal, (1995)

## Ausstellungen (Auswahl)

### Solo
- Im Rahmen eines Frühlingsfestes und aus Anlass des 80. Geburtstages von Friedrich Schötschel gestaltete die Stadt Biesenthal 2006 in ihrem Alten Rathaus die Ausstellung Landschaften[22]. Hier wurden die Aquarelle des Künstlers gezeigt. Die Ausstellung war der Stadtverwaltung Anlass, im Rathaus eine ständige Kunstgalerie einzurichten.

- 2009 fand im Kathedralforum der St. Hedwigs-Kathedrale in Berlin vom September bis November die Ausstellung Aquarelle – Arbeiten von Friedrich Schötschel statt.[23]

### Gemeinschaft
- Zwischen 1979 und 1995 organisierte der Kunstdienst der Evangelischen Kirche die Ausstellungsreihe Plastik zum Begreifen – Ausstellung für Blinde und Sehende in der Petrikapelle von St. Peter und Paul (Brandenburg an der Havel), in welcher auch Werke von Friedrich Schötschel gezeigt wurden.

- Eine Gemeinschaftskunstausstellung im Foyer der frisch renovierten St.-Hedwigs-Kathedrale in Berlin-Mitte zeigte 2007 neben Aquarellen von Friedrich Schötschel auch Fotos seiner Kirchenkunstwerke und ausgewähltes Kirchengerät.[24]

- In der Galerie Bernau wurde 2008 die Ausstellung Stadt, Land – Blicke auf Berlin und Brandenburg ausgerichtet. Das waren vor allem Exponate aus dem Bestand des rbb, zu denen auch Objekte von Schötschel gehören. In den Folgejahren war die Ausstellung in Prenzlau, Wittenberge (2009) und Eisenhüttenstadt (2010) zu sehen.[25]

- Die Rathausgalerie Biesenthal organisierte 2009 die Ausstellung Kunst im Quadrat. Sie enthielt Werke von 39 Barnimer Künstlerinnen und Künstlern aus den Bereichen Malerei, Grafik, Collage, darunter auch Objekte von Margit und Friedrich Schötschel.[26]

- Im Jahr 2011 zeigte die Biesenthaler Rathausgalerie die Ausstellung Kunst–Stadt–Landschaft im Zusammenhang mit der gleichzeitig stattfindenden deutsch-polnischen Kunstwerkstatt. Die Galerieausstellung enthielt neben Werken von Eckhard Hermann wiederum Exponate von Friedrich Schötschel.[27]